# Чанатіп Сонхам
Чанатіп Сонхам  (тай. ชนาธิป ซ้อนขำ, 1 березня 1991) — таїландська тхеквондистка, олімпійська медалістка.

## Виступи на Олімпіадах
| Олімпіада   | Вагова категорія | Місце |
| ----------- | ---------------- | ----- |
| Лондон 2012 | до 49 кг         | 3T    |